# Telekamery 2010
Telekamery 2010 – trzynaste wręczenie nagrody Telekamery Tele Tygodnia za rok 2009 dla postaci i wydarzeń telewizyjnych. Nagrody zostały przyznane w 16 kategoriach – po raz pierwszy w kategorii serial zagraniczny i dla kanałów tematycznych.
Spośród zwycięzców widzowie wybiorą najlepszego zdobywcę Super Telekamery. Gala odbyła się 25 stycznia 2010.
Wszystkie poprzednie ceremonie wręczenia nagród można było oglądać w TVP2. Tym razem, po raz pierwszy transmisja na żywo była dostępna jedynie w internecie, za pośrednictwem internetowej telewizji Interia.tv.

## Kategorie

### Osobowość – informacje i publicystyka
Wręczał: Kamil Durczok
| Miejsce     | Imię i nazwisko  | Program                     | Telewizja | Liczba głosów |
| ----------- | ---------------- | --------------------------- | --------- | ------------- |
| 1           | Anita Werner     | Fakty                       | TVN       | 165 319       |
| 1           | Anita Werner     | Serwis informacyjny         | TVN24     | 165 319       |
| 2           | Michał Olszański | Pytanie na śniadanie        | TVP2      | 118 619       |
| 2           | Michał Olszański | Magazyn Ekspresu Reporterów | TVP2      | 118 619       |
| 3           | Maciej Orłoś     | Teleexpress                 | TVP1      | 109 235       |
|             | Jarosław Gugała  | Wydarzenia                  | Polsat    |               |
| Polsat News | Jarosław Gugała  | Wydarzenia                  |           |               |
|             | Piotr Kraśko     | Wiadomości                  | TVP1      |               |

### Komentator sportowy
Wręczał: Włodzimierz Szaranowicz
| Miejsce   | Imię i nazwisko    | Dyscyplina                                  | Telewizja          | Liczba głosów |
| --------- | ------------------ | ------------------------------------------- | ------------------ | ------------- |
| 1         | Maciej Kurzajewski | skoki narciarskie                           | TVP1               | 204 677       |
| 1         | Maciej Kurzajewski | skoki narciarskie                           | TVP2               | 204 677       |
| 1         | Maciej Kurzajewski | skoki narciarskie                           | TVP Info           | 204 677       |
| 1         | Maciej Kurzajewski | skoki narciarskie                           | TVP Sport          | 204 677       |
| 2         | Mateusz Borek      | boks piłka nożna                            | Polsat             | 113 369       |
| 2         | Mateusz Borek      | boks piłka nożna                            | Polsat Sport       | 113 369       |
| 2         | Mateusz Borek      | boks piłka nożna                            | Polsat Sport HD    | 113 369       |
| 2         | Mateusz Borek      | boks piłka nożna                            | Polsat Sport Extra | 113 369       |
| 2         | Mateusz Borek      | boks piłka nożna                            | Polsat Futbol      | 113 369       |
| 3         | Dariusz Szpakowski | piłka nożna                                 | TVP1               | 98 492        |
| 3         | Dariusz Szpakowski | piłka nożna                                 | TVP2               | 98 492        |
| 3         | Dariusz Szpakowski | piłka nożna                                 | TVP Info           | 98 492        |
| 3         | Dariusz Szpakowski | piłka nożna                                 | TVP Sport          | 98 492        |
|           | Sergiusz Ryczel    | piłka nożna                                 | TVN                |               |
| TVN24     | Sergiusz Ryczel    | piłka nożna                                 |                    |               |
| nSport    | Sergiusz Ryczel    | piłka nożna                                 |                    |               |
|           | Przemysław Babiarz | lekkoatletyka łyżwiarstwo figurowe pływanie | TVP1               |               |
| TVP2      | Przemysław Babiarz | lekkoatletyka łyżwiarstwo figurowe pływanie |                    |               |
| TVP Info  | Przemysław Babiarz | lekkoatletyka łyżwiarstwo figurowe pływanie |                    |               |
| TVP Sport | Przemysław Babiarz | lekkoatletyka łyżwiarstwo figurowe pływanie |                    |               |

### Prezenter pogody
Wręczał: Andrzej Zalewski
| Miejsce     | Imię i nazwisko      | Telewizja | Liczba głosów |
| ----------- | -------------------- | --------- | ------------- |
| 1           | Dorota Gardias-Skóra | TVN       | 214 812       |
| 1           | Dorota Gardias-Skóra | TVN24     | 214 812       |
| 1           | Dorota Gardias-Skóra | TVN Meteo | 214 812       |
| 2           | Tomasz Zubilewicz    | TVN       | 132 790       |
| 2           | Tomasz Zubilewicz    | TVN24     | 132 790       |
| 2           | Tomasz Zubilewicz    | TVN Meteo | 132 790       |
| 3           | Jarosław Kret        | TVP1      | 131 676       |
| 3           | Jarosław Kret        | TVP Info  | 131 676       |
|             | Marek Horczyczak     | Polsat    |               |
| Polsat News | Marek Horczyczak     |           |               |
|             | Marzena Sienkiewicz  | TVP2      |               |
| TVP Info    | Marzena Sienkiewicz  |           |               |

### Muzyka
Wręczali: Dariusz Maciborek i Doda
| Miejsce                     | Imię i nazwisko   | Dyskografia 2009       | Single 2009                 | Liczba głosów |
| --------------------------- | ----------------- | ---------------------- | --------------------------- | ------------- |
| 1                           | Andrzej Piaseczny | Spis rzeczy ulubionych | „Chodź, przytul, przebacz”  | 141 522       |
| 1                           | Andrzej Piaseczny | Spis rzeczy ulubionych | „Rysowane Tobie”            | 141 522       |
| 1                           | Andrzej Piaseczny | Spis rzeczy ulubionych | „Gdybym nie zdążył”         | 141 522       |
| 2                           | Ewa Farna         | Cicho                  | „Cicho”                     | 137 035       |
| 2                           | Ewa Farna         | Cicho                  | „Dmuchawce, Latawce, Wiatr” | 137 035       |
| 2                           | Ewa Farna         | Virtuální              | „Toužím”                    | 137 035       |
| 3                           | Afromental        | Playing with Pop       | „Radio Song”                | 111 863       |
| 3                           | Afromental        | Playing with Pop       | „Pray 4 Love”               | 111 863       |
|                             | Budka Suflera     | Zawsze czegoś brak     | „Sięgnąć gwiazd”            |               |
|                             | Sasha Strunin     | Sasha                  | „Emely” feat. Danny         |               |
| „To nic kiedy płyną łzy”    | Sasha Strunin     | Sasha                  |                             |               |
| „Zaczaruj mnie ostatni raz” | Sasha Strunin     | Sasha                  |                             |               |

### Aktorka
Wręczała: Anna Seniuk
| Miejsce | Imię i nazwisko   | Seriale 2009         | Postać            | Telewizja | Liczba głosów |
| ------- | ----------------- | -------------------- | ----------------- | --------- | ------------- |
| 1       | Julia Kamińska    | BrzydUla             | Ula Cieplak       | TVN       | 323 865       |
| 2       | Joanna Brodzik    | Dom nad rozlewiskiem | Małgorzata Jantar | TVP1      | 84 764        |
| 3       | Magdalena Walach  | Tancerze             | Alicja Pawłowicz  | TVP2      | 70 310        |
|         | Edyta Olszówka    | Samo życie           | Maria Majewska    | Polsat    |               |
|         | Magdalena Różczka | Czas honoru          | Wanda Ryszkowska  | TVP2      |               |

### Aktor
Wręczał: Witold Pyrkosz
| Miejsce           | Imię i nazwisko     | Seriale 2009   | Postać              | Telewizja | Liczba głosów |
| ----------------- | ------------------- | -------------- | ------------------- | --------- | ------------- |
| 1                 | Filip Bobek         | BrzydUla       | Marek Dobrzański    | TVN       | 317 947       |
| 2                 | Cezary Żak          | Ranczo         | Proboszcz i wójt    | TVP1      | 123 015       |
| 3                 | Marcin Dorociński   | Tancerze       | Krzysztof Nawojczyk | TVP2      | 60 901        |
|                   | Jan Wieczorkowski   | Czas honoru    | Władek Konarski     | TVP2      |               |
| Teraz albo nigdy! | Jan Wieczorkowski   | Marcin Kreng   | TVN                 |           |               |
|                   | Przemysław Sadowski | Londyńczycy    | Darek Michalski     | TVP2      |               |
| Samo życie        | Przemysław Sadowski | Kacper Szpunar | Polsat              |           |               |

### Teleturniej
Wręczał: Wojciech Pijanowski
| Miejsce | Nazwa programu   | Prowadzący           | Telewizja | Liczba głosów |
| ------- | ---------------- | -------------------- | --------- | ------------- |
| 1       | Jaka to melodia? | Robert Janowski      | TVP1      | 210 248       |
| 2       | Milionerzy       | Hubert Urbański      | TVN       | 142 925       |
| 3       | Tak to leciało!  | Maciej Miecznikowski | TVP2      | 126 362       |
|         | Familiada        | Karol Strasburger    | TVP2      |               |
|         | Moment prawdy    | Zygmunt Chajzer      | Polsat    |               |

### Program rozrywkowy
Wręczał: Marcin Daniec
| Miejsce         | Nazwa programu         | Prowadzący         | Telewizja | Liczba głosów |
| --------------- | ---------------------- | ------------------ | --------- | ------------- |
| 1               | Mam talent!            | Szymon Hołownia    | TVN       | 247 031       |
| 1               | Mam talent!            | Marcin Prokop      | TVN       | 247 031       |
| 2               | Kocham cię, Polsko!    | Maciej Kurzajewski | TVP2      | 108 480       |
| 3               | Kuba Wojewódzki        | Kuba Wojewódzki    | TVN       | 95 164        |
|                 | Jak Oni śpiewają       | Katarzyna Cichopek | Polsat    |               |
| Krzysztof Ibisz | Jak Oni śpiewają       |                    | Polsat    |               |
|                 | Kabaretowy Klub Dwójki | Robert Górski      | TVP2      |               |
| Marcin Wójcik   | Kabaretowy Klub Dwójki |                    | TVP2      |               |

### Serial polski oryginalny
Wręczała: Teresa Lipowska
| Miejsce | Nazwa serialu        | Telewizja | Liczba głosów |
| ------- | -------------------- | --------- | ------------- |
| 1       | Barwy szczęścia      | TVP2      | 232 489       |
| 2       | 39 i pół             | TVN       | 205 993       |
| 3       | Ranczo               | TVP1      | 163 067       |
|         | Dom nad rozlewiskiem | TVP1      |               |
|         | Samo życie           | Polsat    |               |

### Adaptacja serialu zagranicznego
Wręczała: Agnieszka Dygant
| Miejsce | Nazwa serialu          | Telewizja | Liczba głosów |
| ------- | ---------------------- | --------- | ------------- |
| 1       | BrzydUla               | TVN       | 376 363       |
| 2       | Ojciec Mateusz         | TVP1      | 110 993       |
| 3       | Tancerze               | TVP2      | 54 334        |
|         | Malanowski i partnerzy | Polsat    |               |
|         | Tylko miłość           | Polsat    |               |

### Serial zagraniczny
Wręczał: Paweł Wawrzecki
| Miejsce | Nazwa serialu                 | Telewizja | Liczba głosów |
| ------- | ----------------------------- | --------- | ------------- |
| 1       | Dr House                      | TVP2      | 277 153       |
| 2       | CSI: Kryminalne zagadki Miami | Polsat    | 104 038       |
| 3       | Skazany na śmierć             | Polsat    | 91 595        |
|         | Californication               | TVN       |               |
|         | Moda na sukces                | TVP1      |               |

### Kanał filmowy
Wręczał: Tomasz Raczek
| Miejsce | Nazwa kanału | Liczba głosów |
| ------- | ------------ | ------------- |
| 1       | HBO          | 203 721       |
| 2       | AXN          | 140 667       |
| 3       | Kino Polska  | 120 486       |
|         | Hallmark     |               |
|         | Ale Kino!    |               |

### Kanał popularnonaukowy
Wręczała: Beata Pawlikowska
| Miejsce | Nazwa kanału        | Liczba głosów |
| ------- | ------------------- | ------------- |
| 1       | National Geographic | 165 581       |
| 2       | Discovery World     | 152 596       |
| 3       | Animal Planet       | 115 252       |
|         | Discovery Science   |               |
|         | Planete             |               |

### Kanał sportowy
Wręczała: Otylia Jędrzejczak
| Miejsce | Nazwa kanału | Liczba głosów |
| ------- | ------------ | ------------- |
| 1       | Eurosport    | 158 951       |
| 2       | Polsat Sport | 151 994       |
| 3       | TVP Sport    | 83 619        |
|         | Canal+ Sport |               |
|         | nSport       |               |

### Kanał dziecięcy
Wręczała: Dorota Zawadzka
| Miejsce | Nazwa kanału    | Liczba głosów |
| ------- | --------------- | ------------- |
| 1       | Disney Channel  | 221 804       |
| 2       | Cartoon Network | 133 470       |
| 3       | Mini Mini       | 116 598       |
|         | BBC CBeebies    |               |
|         | Boomerang       |               |

### Kanał informacyjny i biznesowy
Wręczał: Andrzej Turski
| Miejsce | Nazwa kanału    | Liczba głosów |
| ------- | --------------- | ------------- |
| 1       | TVN24           | 367 533       |
| 2       | TVP Info        | 82 961        |
| 3       | Polsat News     | 63 520        |
|         | TV Biznes       |               |
|         | TVN CNBC Biznes |               |